# James LaBrie
Kevin James LaBrie (rođen 5. svibnja 1963.) najpoznatiji je kao pjevač progresivnog metal sastava Dream Theater. 

## Životopis
S glazbom se počinje baviti od 5. godine života, kada je počeo s pjevanjem i sviranjem bubnjeva. Do svoje 18 godine bio je član brojnih bendova ili kao pjevač ili bubnjar. Po završetku srednje škole nastavio je svoje glazbeno obrazovanje na sveučilištu u Torontu.
Prvi ozbiljniji projekt Jamesa LaBriea bio je sastav Winter Rose s kojima 1987. godine izdaje istoimeni album. 1991. godine šalje kasetu sa svojim pjesmama američkom progresivnom metal sastavu Dream Theater, koji je prethodno otpustio pjevača Charlieja Dominicija. Članovi sastava, impresionirani njegovim izvedbama, odmah su mu ponudili mjesto pjevača Dream Theatera. Prvi album koji je izdao s Dream Theaterom je Images and Words, izdan 1992. godine. Od tada LaBrie je s američkim progresivnim velikanima snimio još osam studijskih albuma, uključujući i brojna uživo CD i DVD izdanja.
Osim Dream Theatera, LaBrie je kroz svoju karijeru surađivao s glazbenim sastavima Ayreon, Explorers Club i True Symphonic Rockestra. Također ima vlastiti sastav MullMuzzler i jedan solo album naslova Elements of Persuasion.
Na službenoj stranici Dream theatera, 27. 7. 2010. najavljen je izlazak njegovog novog solo albuma Static Impulse 27. 9. 2010. preko izdavača InsideOut Music. Jamesovu prateću postavu čine Matt Guillory na klavijaturama, Marco Sfogli na gitari, Peter Wildoer kao bubnjar i screaming vokal i Ray Riendeau na basu.
Impermanent Resonance je njegov treći solo album pušten u prodaju krajem sedmog mjeseca 2013. godine.

## Diskografija

#### Dream Theater
- Images and Words (1992.)
- Awake (1994.)
- A Change of Seasons (1995.)
- Falling into Infinity (1997.)
- Metropolis Pt. 2: Scenes from a Memory (1999.)
- Six Degrees of Inner Turbulence (2002.)
- Train of Thought (2003.)
- Octavarium (2005.)
- Systematic Chaos (2007.)
- Black Clouds & Silver Linings (2009.)
- A Dramatic Turn of Events (2011.)
- Dream Theater (2013.)
- The Astonishing (2016.)
- Distance over Time (2019.)
- A View from the Top of the World (2021.)
- Parasomnia (2025.)

#### MullMuzzler
- Keep It to Yourself (1999.)
- MullMuzzler 2 (2001.)

#### Samostalni albumi
- Elements of Persuasion (2005.)
- Static Impulse (2010.)
- Impermanent Resonance (2013.)
- Beautiful Shade of Grey (2022.)

## Vanjske poveznice

### Službene stranice
- Službene stranice Dream Theatera (engl.)
- Službene stranice Jamesa LaBriea (engl.)
- službene stranice sastava MullMuzzler (engl.)
- Službene stranice sastava True Symphonic Rockestra (engl.)